# Cidades-estados soguedianas

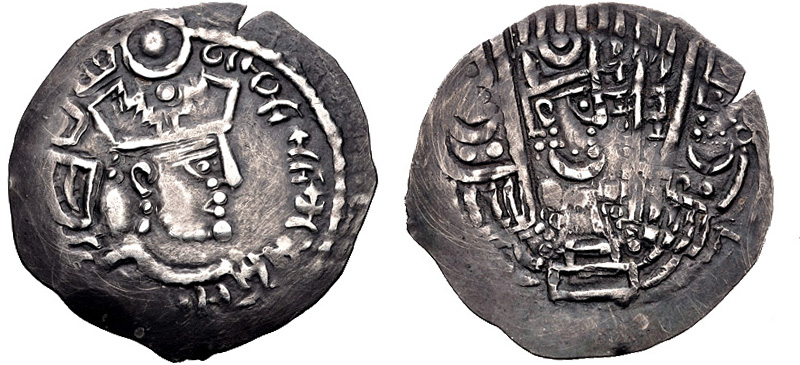
Dracma de, um dos reis de Bucara

As cidades-estados soguedianas foram série de cidades-estados independentes ou autônomas na região iraniana de Soguediana no final da Antiguidade e durante a Idade Média. A maioria delas eram governadas por um rei ou rainha, que era chamado de "o primeiro entre iguais". No entanto, a sucessão régia não era estável e as pessoas podiam influenciar quem se tornaria o novo governante. O período, que teve seu auge no século VII, terminou com a conquista muçulmana da Transoxiana pelo Califado Omíada.